# Jean d'Albret (gouverneur de Champagne)
Pour les articles homonymes, voir Jean d'Albret.

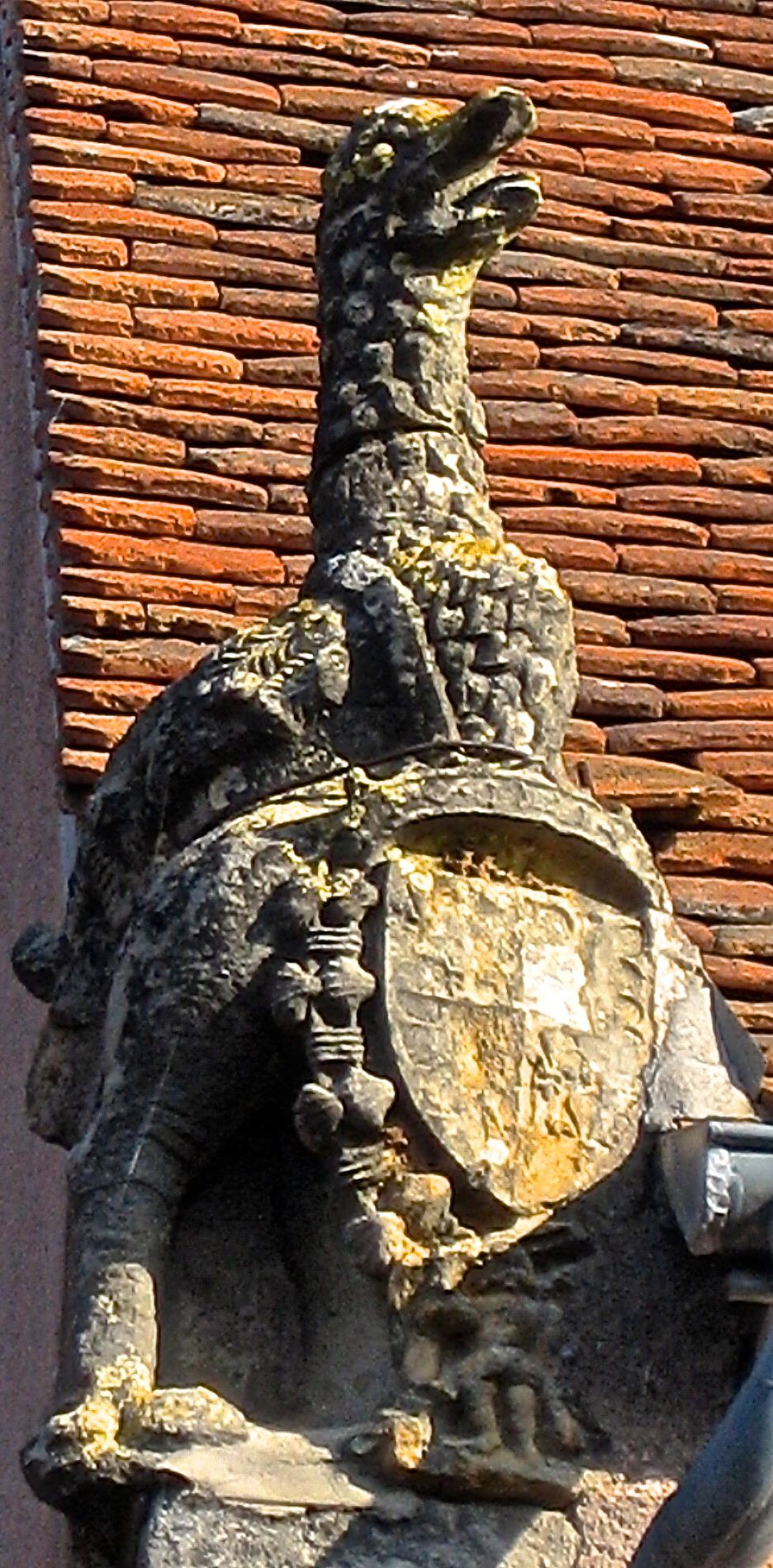
Acrotère sur la façade d'une maison de Châteaumeillant : grue portant les armes de Jean d'Albret

Jean d'Albret, sire d'Orval, baron de Lesparre, seigneur de Châteaumeillant, comte de Rethel par sa femme et comte de Dreux, mort à Langres le 10 mai 1524, fut gouverneur de Champagne et de Brie. Il fut inhumé à la cathédrale Saint-Mammès de Langres.

## Généalogie
Il est le fils d’Arnaud Amanieu, sire d'Orval (mort en 1463 ; fils de Charles II d'Albret, lui-même fils du connétable Charles d'Albret et de Marie de Sully-Craon ; par Marie de Sully, la famille possède des biens considérables en Berry, dont Orval et Châteaumeillant) et d’Isabelle de La Tour d’Auvergne (morte le 8 septembre 1488 ; fille de Bertrand V). Le 15 avril 1486, il épouse Charlotte de Bourgogne comtesse de Rethel (1472-23 août 1500, fille de Jean de Bourgogne comte de Nevers, de Rethel et d'Eu, duc titulaire de Brabant) dont il eut trois filles :
- Marie (comtesse de Rethel, née le 25 mars 1491, épouse en 1504 de Charles II de Clèves, comte de Nevers : parents du duc François) ;
- Hélène (née à Montrond le 16 juillet 1495 et décédée en 1519[2]) ;
- Charlotte († 1526 ; cf. son portrait ; en Champagne méridionale, près de Troyes, elle était — par l'héritage de sa mère Charlotte — dame de la seigneurie d'Isles, avec Chaource, Maraye et Villemaur : ces biens venaient des ducs de Bourgogne puis de leur branche cadette des comtes de Nevers et Rethel ; aussi dame de Châteaumeillant, d'Orval, Bruères, Epineuil, St-Amand et Montrond, Boisbelle, et de Lesparre par son père, elle épousa en 1520 Odet de Foix, vicomte de Lautrec et comte de Beaufort : leur fille Claude en hérita, et après elle († 1553) ses cousins Nevers-Rethel-Orval-Clèves, avec Beaufort).

Jean d'Albret eut aussi deux enfants naturels :
- Jacques d'Albret, évêque de Nevers[3].
- Françoise, abbesse au monastère de Charenton[4].

## Carrière
- Nommé lieutenant du Roi en Champagne le 17 février 1487.
- Nommé gouverneur de Champagne, Brie, Sens et Langres le 20 février 1488[5]. C'est à ce titre qu'il a donné son nom à la tour de Navarre et d'Orval, bâtie entre 1512 et 1519 sous son gouvernement à Langres.

## Armes
Les armes des sires d'Orval de la maison d'Albret (Arnaud Amanieu et son fils Jean) sont : écartelé, aux 1 et 4, de France qui est d'azur à trois fleurs de lys d'or, aux 2 et 3 de gueules à bordure engrêlée d'argent. La bordure engrêlée d'argent est une brisure de cadet de la maison d'Albret. Elles se voient, soutenues par deux sauvages, sur un manuscrit des Mémoires de Philippe de Commynes ayant appartenu à Jean d'Albret, qui se trouve aujourd'hui au musée Dobrée de Nantes. Elles figurent aussi, mais très érodées, sur un écu porté par une grue, acrotère qui se trouve à Châteaumeillant (Cher), dont Jean d'Albret était seigneur ; l'écu est entouré du collier de l'ordre de Saint-Michel et surmonté d'une couronne comtale.